# Перевертень у погонах
«Перевертень у погонах» — український багатосерійний детективний телефільм 2012 року виробництва компанії Film.UA.

## Анотація
Найскладніші, небезпечні та загадкові злочини, розплутати які, здається, не під силу звичайній людині, доручають капітану Рикову. Його гострий розум, багаторічний досвід, здоровий цинізм і блискавична реакція не тільки сприяють високій розкриваності, але і стають основою для неоднозначної репутації. Настільки неоднозначно], що деякі його знайомі схильні вважати, що капітан Риков, як би це точніше висловитися, і не людина зовсім. Але хто ж він насправді?

## Акторський склад
- В'ячеслав Разбєгаєв — Риков
- Анастасія Макєєва — Вероніка Зоріна
- Михайло Жигалов — відлюдник
- Дмитро Суржиков — Власов
- Віктор Сарайкін — маніяк
- Андрій Павленко — Рубашкін
- Олег Примогенов — полковник Олександр Ковальов
- Антоніна Макарчук — Маша Пчолка, експертка
- Станіслав Щокін — Одінцов
- Костянтин Косинський — Льончик

Український актор Андрій Павленко, який виконав в фільмі одну з ролей першого плану, загинув на фронті російсько-української війни в грудні 2023 року.

## Виробництво
Зйомки пілотних серій розпочались 21 квітня 2012 року і закінчились в травні того ж року.
Прем'єра фільму відбулась в грудні 2012 року на телеканалі ICTV.
В березні 2013 року права на трансляцію було продано в Таїланд.
Серіал транслювався на телеканалах НТН, Bolt, Film.UA Drama, Enter-фільм.

## Нагороди
Персонажна анімація для серіалу, розроблена українською студією Postmodern була номінована на премію FICCI BAF у категорії VFX in a TV episode (візуальні ефекти для телесеріалів).